# رود پینانگ (پنانگ)
رود پینانگ (به انگلیسی: Pinang River) (مالایی: Sungai Pinang) رودی است که از میان شهر جرج تاون در پنانگ، مالزی عبور می‌کند. این رود که حدود ۳٫۵ کیلومتر (۲٫۲ مایل) امتداد دارد، حومه جلوتونگ در سمت جنوبی رود را از جرج تاون در سمت شمال، از هم جدا می‌کند. ضمن اینکه قبل از اینکه در تنگه پنانگ تخلیه گردد، از زیر بزرگراه تون دکتر لیم چونگ او می‌گذرد.
هم چنین سونگای پینانگ به منطقه‌ای اشاره دارد که در مجاورت رود قرار دارد. اعتقاد بر این است که اولین دهکده‌های مجاور رود در اواخر قرن هجدهم، قبل از ورود کاپیتان فرانسیس لایت، بانی پنانگ امروزی، ایجاد شده بود.
رود پینانگ تا مدتهای طولانی به عنوان کثیف‌ترین آبراه‌های مالزی به‌شمار می‌آمد. در سالهای اخیر، دولت پنانگ به تلاش‌هایش برای پاکسازی و عمیق نمودن رود شدت بیشتری داده است، که منجر به بهبود کیفیت آب رود منجر شده است.